# Население на Ливан

## Възрастов състав
(2005)
- 0 – 14 години: 26,7% (мъже 520 270; жени 499 609)
- 15 – 64 години: 66,4% (мъже 1 216 738; жени 1 324 031)
- над 65 години: 6,9% (мъже 120 176; жени 145 194)

(2010)
- 0 – 14 години: 25,8% (мъже 528 047; жени 506 838)
- 15 – 64 години: 67,1% (мъже 1 294 485; жени 1 399 047)
- над 65 години: 7,2% (мъже 130 148; жени 158 530)

## Коефициент на плодовитост
- 2005 – 2.02
- 2010 – 1.98

## Религия
Ливан е остров на християнството в мюсюлманския свят. Числеността на различните християнски групи достига до 40% от населението (по други данни – около 39%), а в 1920 г., при френския мандат, тя е повече от половината. Преобладават униатите.
На територията на Ливан съществуват 6 униатски (източнокатолически) църкви – маронитска (западносирийска), халдейско-католическа, гръцко-католическа, арменско-католическа, сиро-католическа и копто-католическа, основани тук от Ватикана в периода между 1552 и 1824 години.
Най-многочислената мюсюлманска общност в Ливан са шиитите (40% от населението). Те са съсредоточени, главно, в граничните със Сирия източни части на долината Бекаа, а в граничния с Израел Южен Ливан са 80% от населението и в южната част на столицата Бейрут.
По-малка част от мюсюлманското население на Ливан са сунитите и друзите.

## Език
Мнозинството от ливанците говорят ливански диалект на арабския език. От малцинствените групи се говори арменски език. Успоредно с арабския широко разпространени са френският и английският езици.